# Station Heerlen Woonboulevard
Station Heerlen Woonboulevard is een spoorwegstation in Heerlen, dat op 13 juni 2010 is geopend. Het station ligt aan de Heuvellandlijn.

## Treinverbindingen
De volgende treinserie halteert in de dienstregeling 2025 te Heerlen Woonboulevard:
| Serie       | Treinsoort         | Route | Bijzonderheden |
| ----------- | ------------------ | --- | -------------- |
| 32000 RS 18 | Stoptrein (Arriva) | Maastricht Randwyck – Maastricht – Heerlen Woonboulevard – Heerlen – Landgraaf – Eygelshoven – Chevremont – Kerkrade Centrum |                |

Na middernacht rijden de laatste twee treinen richting Kerkrade Centrum niet verder dan Heerlen.

## Kritiek
Ondernemers met een vestiging op de woonboulevard van Heerlen zien nadelen aan het treinstation. Zij verwachten dat veel reizigers hun auto op de parkeerplaats van de Woonboulevard parkeren om vervolgens per trein richting Maastricht te reizen. De ruimte op de parkeerplaats laat zoveel auto's niet toe, aldus de ondernemers.

## Afbeeldingen

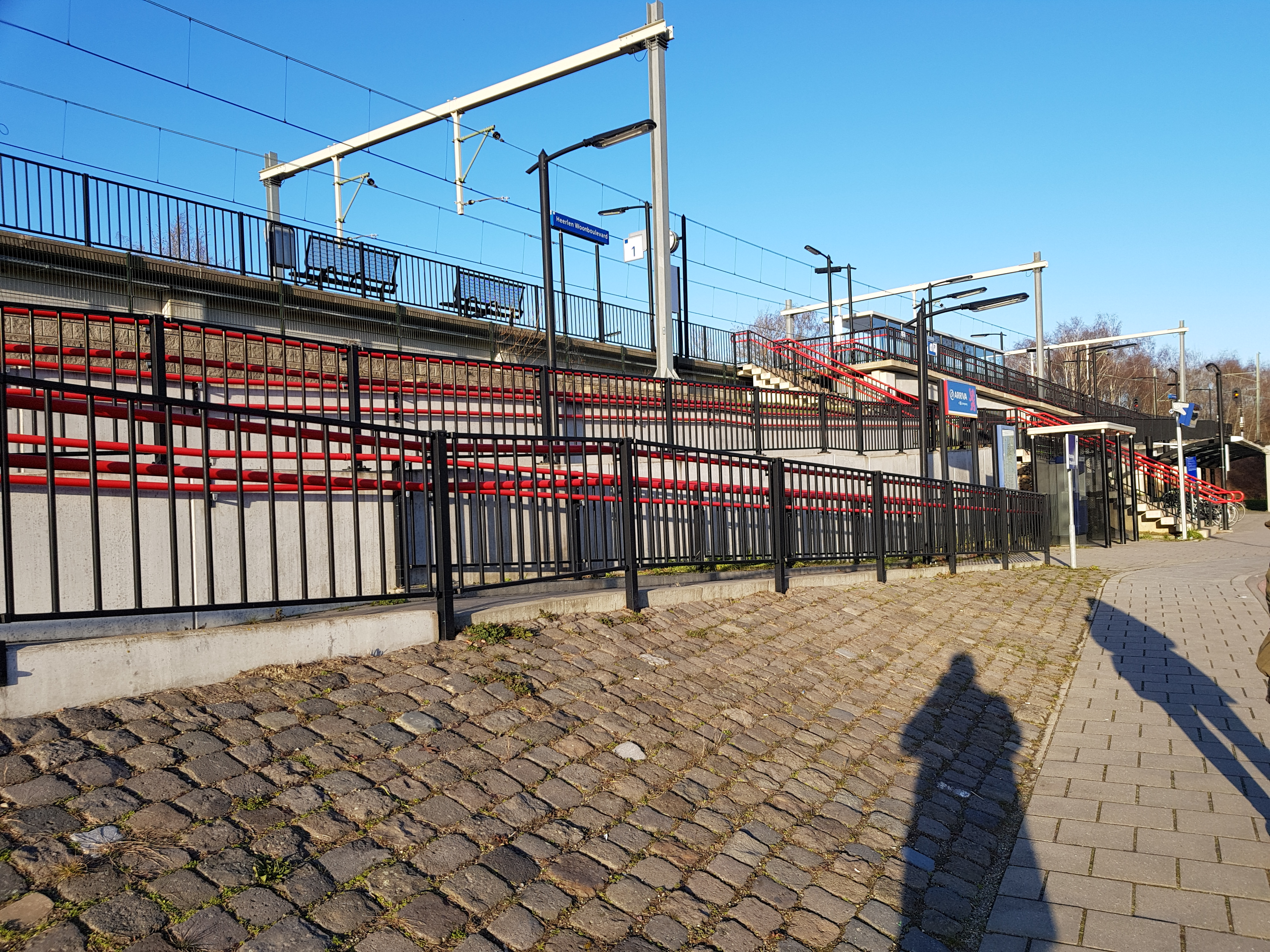
Het station in 2018
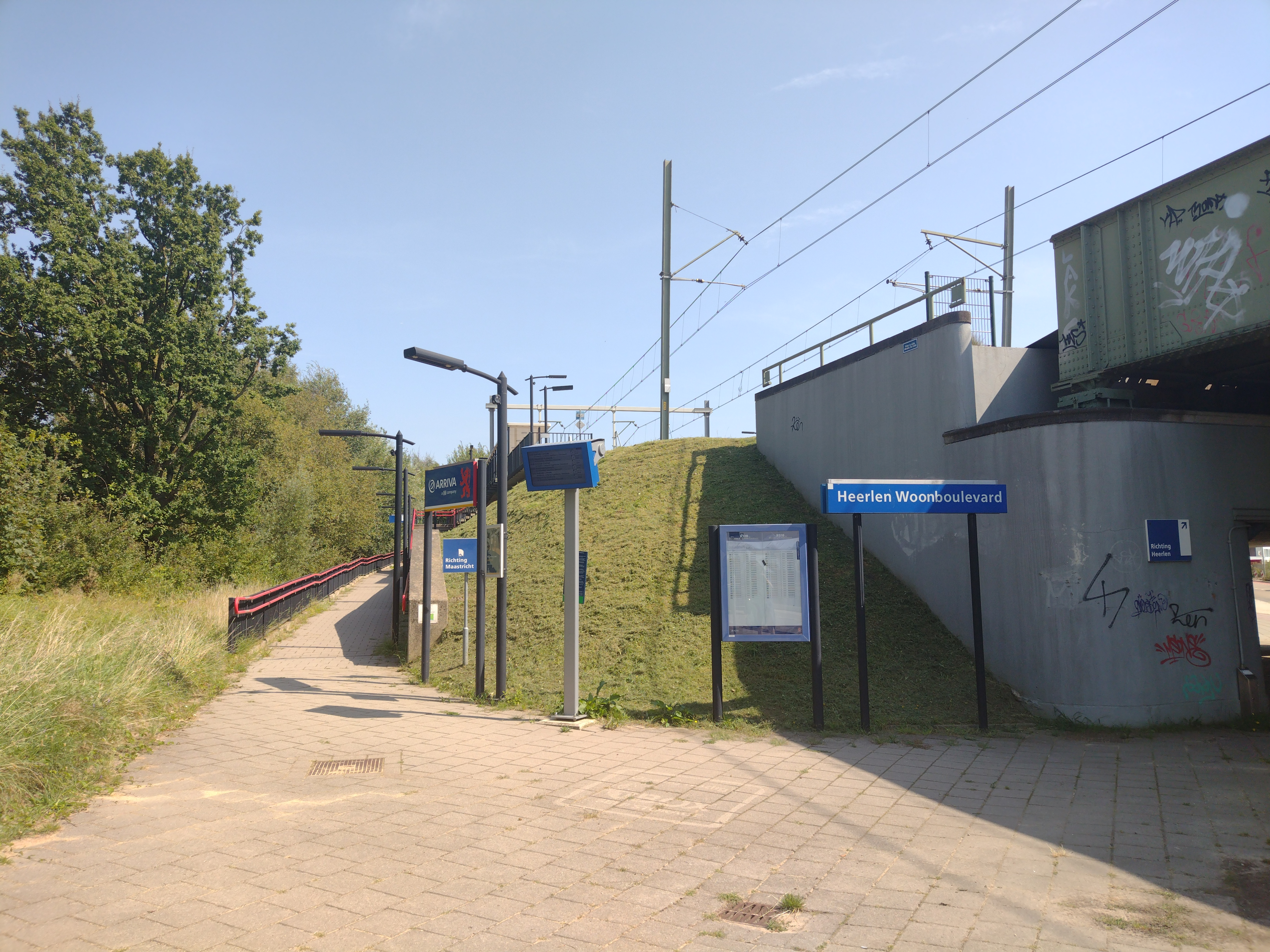
Toegang tot het perron met spoor 2
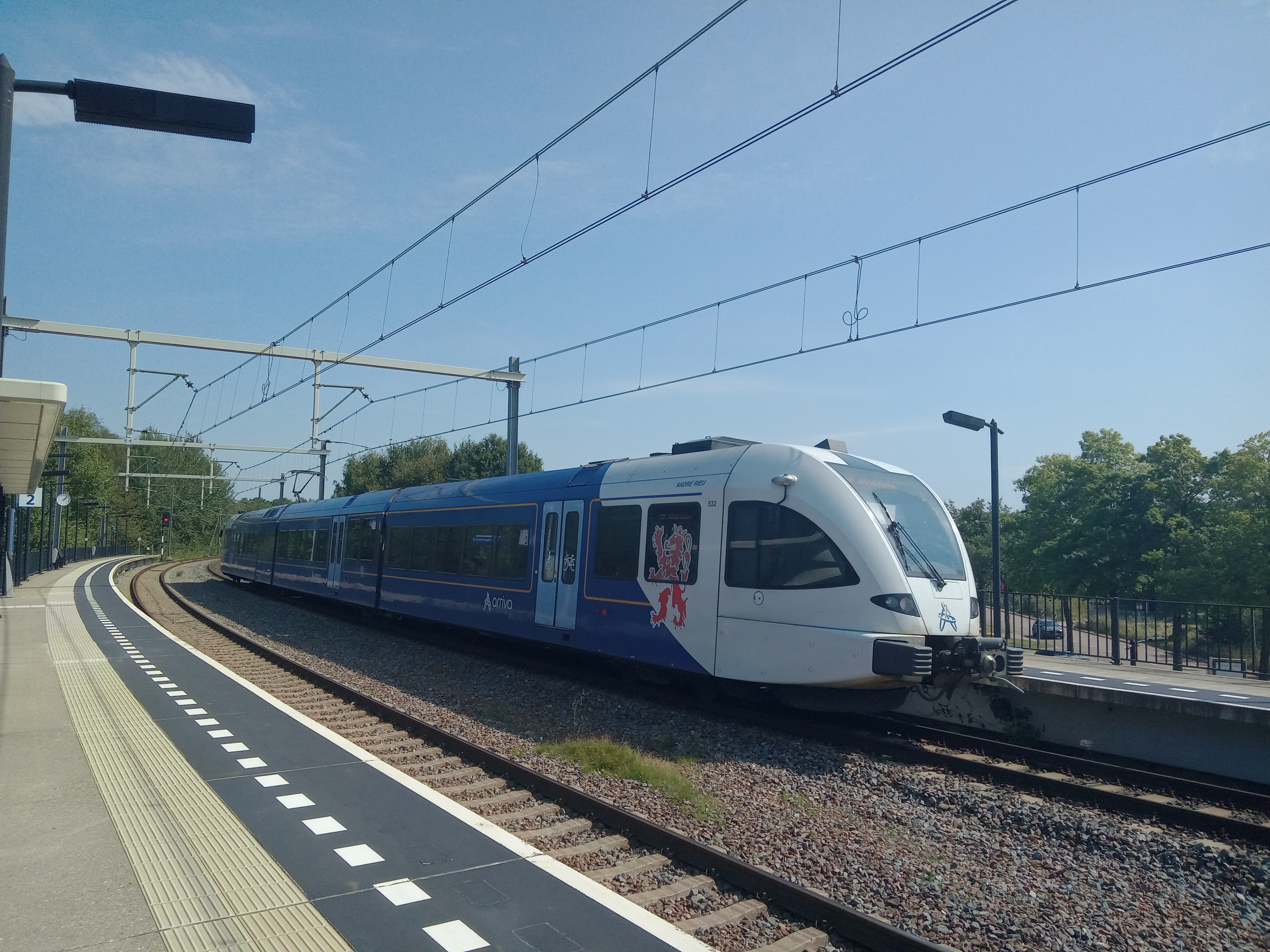
Arriva GTW op het station